# New Montgomery Street
La calle New Montgomery (en inglés: New Montgomery Street; anteriormente Montgomery Street South) es una calle de la ciudad estadounidense de San Francisco. Con un recorrido situado enteramente en el barrio de SoMa, comienza en Market Street y finaliza en la Howard Street.

## Historia

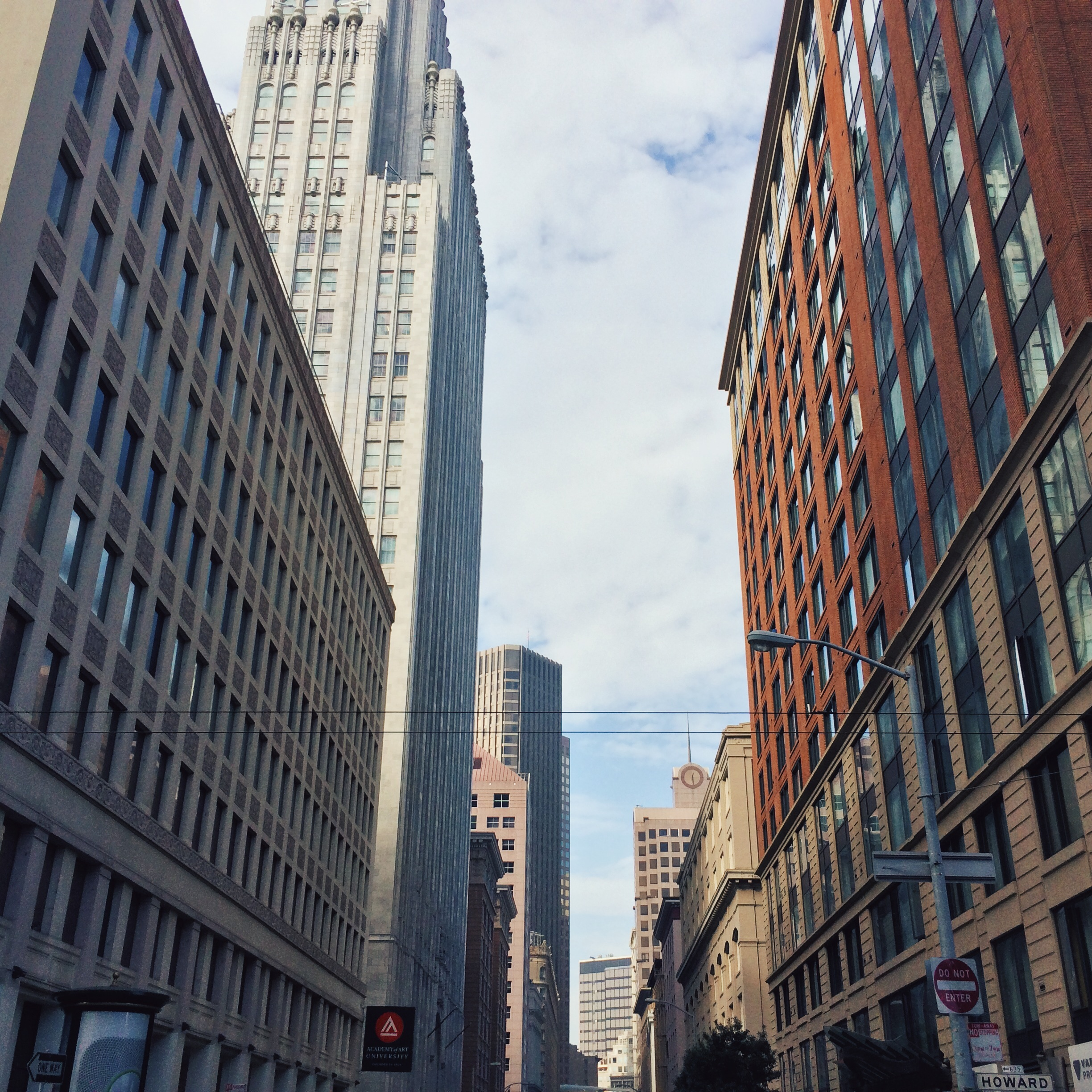
New Montgomery vista hacia el norte desde su extremo sur

Antes de la creación de New Montgomery, una calle interior denominada Jane Calle corría paralela a Second Street y a Third Street. En la década de 1870, Montgomery Street South se estableció como una prolongación hacia el sur de Montgomery Street (uno de los principales viales del distrito financiero de San Francisco), uniendo esta con el cerro del Telégrafo. La prolongación contó con el apoyo entusiasta de diversos hombres de negocios y del fundador del Banco California William Ralston –responsable del comienzo de la construcción del Hotel Palace original, por entonces el hotel más grande de la Costa Oeste– en un esfuerzo por expandir el distrito empresarial de San Francisco a la zona situada al sur de Market Street, por entonces poco desarrollada. Los planes originales de Ralston fracasaron debido al rechazo de dos propietarios (el gobernador Milton Latham y el «barón naval» John Parrott) a vender sus mansiones en Rincon Hill. Todo esto condujo a que finalmente Montgomery Street South nunca fuera más allá de la calle Howard.

## Edificios notables
Entre los hitos y estructuras arquitectónicas destacadas se encuentran el Hotel de Palacio (1875, reconstruido en 1909), el edificio Sharon (1912), el Montgomery (1914, sede de The San Francisco Call 1950), el edificio Rialto (1902, reconstruido en 1910) y el primer rascacielos de San Francisco el Edificio PacBell (1924). Entre las compañías que tienen su oficina central en New Montgomery Street se encuentran OpenTable, Trulia, la Fundación Wikimedia, Lumosity, Terracota, y, a fecha de 2013, Yelp. La calle alberga también el campus principal de la Academia de Universidad de Arte.